# Tuudi (rzeka)
Tuudi (est. Tuudi jõgi) – rzeka w zachodniej Estonii. Rzeka wypływa z okolic wsi Tuhu w gminie Lihula. Wpada do rzeki Kasari parę kilometrów na północ od wsi Kirikuküla na terenie Parku Narodowego Matsalu. Ma długość 26,6 km i powierzchnię dorzecza 195,7 km².